# ویکتور هنسن
 ویکتور هنسن (انگلیسی: Victor Hansen؛ زاده ۲۹ اوت ۱۸۸۹ درگذشته ۶ مارس ۱۹۷۴) یک تنیس‌باز اهل دانمارک بود.